# 7-я Гонконгская кинопремия
7-я церемония Гонконгской кинопремии, на которой были отмечены лучшие фильмы 1987 года, состоялась 10 апреля 1988 года в Гонконгской академии исполнительских искусств, Гонконг. Во время церемонии вручались награды в 14 категориях.

## Статистика
| Фильм                                | номинации | победы |
| ------------------------------------ | --------- | ------ |
| • Китайская история о призраках      | 12        | 3      |
| • Последняя победа                   | 11        | 1      |
| • Город в огне                       | 10        | 2      |
| • Тюремное пекло                     | 8         | 0      |
| • Осенняя история                    | 7         | 3      |
| • Роман о книге и мече               | 6         | 0      |
| • Герой из народа                    | 3         | 2      |
| • Восточные кондоры                  | 3         | 0      |
| • Проект А: Часть 2                  | 2         | 1      |
| • Чудо-женщины                       | 2         | 0      |
| • Светлое будущее 2: Ураганный огонь | 2         | 0      |
| • Без сожалений                      | 2         | 0      |
| • Неправильные парочки               | 1         | 1      |
| • Длинная рука закона 2              | 1         | 1      |
| • Замок Будды                        | 1         | 0      |
| • Астральная любовь                  | 1         | 0      |
| • Фрикадельки Порки                  | 1         | 0      |
| • Легенда о Уайзли                   | 1         | 0      |
| • Доспехи Бога                       | 1         | 0      |
| • Мираж                              | 1         | 0      |
| • Легенда о золотой жемчужине        | 1         | 0      |

## Список номинантов и лауреатов
★ Победители выделены отдельным цветом. 
| Номинация                         | Лауреаты и номинанты                                                                                         | Лауреаты и номинанты                                                                             | Лауреаты и номинанты                                            |
| --------------------------------- | --- | ------------------------------------------------------------------------------------------------ | --------------------------------------------------------------- |
| Лучший фильм                      | | ★ «Осенняя история» режиссёр: Мэйбел Чун                                                         | ★ «Осенняя история» режиссёр: Мэйбел Чун                        |
| Лучший фильм                      | • «Город в огне» режиссёр: Ринго Лам                                                                         |                                                                                                  |                                                                 |
| Лучший фильм                      | • «Замок Будды» режиссёр: Джонстон Вонг                                                                      |                                                                                                  |                                                                 |
| Лучший фильм                      | • «Последняя победа» режиссёр: Патрик Тхам                                                                   |                                                                                                  |                                                                 |
| Лучший фильм                      | • «Роман о книге и мече» режиссёр: Энн Хёй                                                                   |                                                                                                  |                                                                 |
| Лучший фильм                      | • «Китайская история о призраках» режиссёр: Чэн Сяодун                                                       |                                                                                                  |                                                                 |
| Лучшая режиссёрская работа        | | ★ Ринго Лам за фильм «Город в огне»                                                              | ★ Ринго Лам за фильм «Город в огне»                             |
| Лучшая режиссёрская работа        | • Ринго Лам за фильм «Тюремное пекло»                                                                        |                                                                                                  |                                                                 |
| Лучшая режиссёрская работа        | • Чэн Сяодун за фильм «Китайская история о призраках»                                                        |                                                                                                  |                                                                 |
| Лучшая режиссёрская работа        | • Мэйбел Чун за фильм «Осенняя история»                                                                      |                                                                                                  |                                                                 |
| Лучшая режиссёрская работа        | • Патрик Тхам за фильм «Последняя победа»                                                                    |                                                                                                  |                                                                 |
| Лучшая режиссёрская работа        | • Энн Хёй за фильм «Роман о книге и мече»                                                                    |                                                                                                  |                                                                 |
| Лучшая женская роль               | | ★ Джозефин Сяо за фильм «Неправильные парочки»                                                   | ★ Джозефин Сяо за фильм «Неправильные парочки»                  |
| Лучшая женская роль               | • Кэрол Чэн за фильм «Чудо-женщины»                                                                          |                                                                                                  |                                                                 |
| Лучшая женская роль               | • Чери Чун за фильм «Осенняя история»                                                                        |                                                                                                  |                                                                 |
| Лучшая женская роль               | • Лолетта Ли за фильм «Последняя победа»                                                                     |                                                                                                  |                                                                 |
| Лучшая женская роль               | • Маргарет Ли за фильм «Последняя победа»                                                                    |                                                                                                  |                                                                 |
| Лучшая женская роль               | • Джои Вон за фильм «Китайская история о призраках»                                                          |                                                                                                  |                                                                 |
| Лучшая мужская роль               | | ★ Чоу Юньфат за фильм «Город в огне»                                                             | ★ Чоу Юньфат за фильм «Город в огне»                            |
| Лучшая мужская роль               | • Чоу Юньфат за фильм «Осенняя история»                                                                      |                                                                                                  |                                                                 |
| Лучшая мужская роль               | • Чоу Юньфат за фильм «Тюремное пекло»                                                                       |                                                                                                  |                                                                 |
| Лучшая мужская роль               | • Лесли Чун за фильм «Светлое будущее 2: Ураганный огонь»                                                    |                                                                                                  |                                                                 |
| Лучшая мужская роль               | • Дэнни Ли за фильм «Город в огне»                                                                           |                                                                                                  |                                                                 |
| Лучшая мужская роль               | • Эрик Цан за фильм «Последняя победа»                                                                       |                                                                                                  |                                                                 |
| Лучшая мужская роль               | • Да Шичан за фильм «Роман о книге и мече»                                                                   |                                                                                                  |                                                                 |
| Лучшая женская роль второго плана | | ★ Элэйн Цзинь за фильм «Герой из народа»                                                         | ★ Элэйн Цзинь за фильм «Герой из народа»                        |
| Лучшая женская роль второго плана | • Дини Ип за фильм «Астральная любовь»                                                                       |                                                                                                  |                                                                 |
| Лучшая женская роль второго плана | • Кэрри Ын за фильм «Город в огне»                                                                           |                                                                                                  |                                                                 |
| Лучшая женская роль второго плана | • Джойс Годенци за фильм «Восточные кондоры»                                                                 |                                                                                                  |                                                                 |
| Лучшая мужская роль второго плана | | ★ Тони Люн Ка-фай за фильм «Герой из народа»                                                     | ★ Тони Люн Ка-фай за фильм «Герой из народа»                    |
| Лучшая мужская роль второго плана | • Ву Ма за фильм «Китайская история о призраках»                                                             |                                                                                                  |                                                                 |
| Лучшая мужская роль второго плана | • Уильям Хо за фильм «Тюремное пекло»                                                                        |                                                                                                  |                                                                 |
| Лучшая мужская роль второго плана | • Цуй Харк за фильм «Последняя победа»                                                                       |                                                                                                  |                                                                 |
| Лучшая мужская роль второго плана | • Рональд Вонг за фильм «Герой из народа»                                                                    |                                                                                                  |                                                                 |
| Лучшая мужская роль второго плана | • Рой Чун за фильм «Тюремное пекло»                                                                          |                                                                                                  |                                                                 |
| Лучший сценарий                   | | ★ Алекс Ло за фильм «Осенняя история»                                                            | ★ Алекс Ло за фильм «Осенняя история»                           |
| Лучший сценарий                   | • Вонг Карвай за фильм «Последняя победа»                                                                    |                                                                                                  |                                                                 |
| Лучший сценарий                   | • Томми Шам, Ринго Лам за фильм «Город в огне»                                                               |                                                                                                  |                                                                 |
| Лучший сценарий                   | • Нам Инь за фильм «Тюремное пекло»                                                                          |                                                                                                  |                                                                 |
| Лучший сценарий                   | • Кам Квок-Люн за фильм «Чудо-женщины»                                                                       |                                                                                                  |                                                                 |
| Лучший новый актёр                | ★ Бен Лам за фильм «Длинная рука закона 2»                                                                   | ★ Бен Лам за фильм «Длинная рука закона 2»                                                       |                                                                 |
| Лучший новый актёр                | • Томми Вонг за фильм «Тюремное пекло»                                                                       |                                                                                                  |                                                                 |
| Лучший новый актёр                | • Кэрол Юнг за фильм «Без сожалений»                                                                         |                                                                                                  |                                                                 |
| Лучший новый актёр                | • Ха Чи-Чунь за фильм «Восточные кондоры»                                                                    |                                                                                                  |                                                                 |
| Лучший новый актёр                | • Надя Чан за фильм «Фрикадельки Порки»                                                                      |                                                                                                  |                                                                 |
| Лучшая операторская работа        | ★ Джеймс Хэйман, Дэвид Чунг за фильм «Осенняя история»                                                       | ★ Джеймс Хэйман, Дэвид Чунг за фильм «Осенняя история»                                           |                                                                 |
| Лучшая операторская работа        | • Хан Сан Пун, Ли Ка-Ко, Хорас Вонг, Сандер Ли, Том Лау за фильм «Китайская история о призраках»             |                                                                                                  |                                                                 |
| Лучшая операторская работа        | • Билл Вонг за фильм «Роман о книге и мече»                                                                  |                                                                                                  |                                                                 |
| Лучшая операторская работа        | • Питер Пау за фильм «Легенда о Уайзли»                                                                      |                                                                                                  |                                                                 |
| Лучшая операторская работа        | • Арди Лам за фильм «Последняя победа»                                                                       |                                                                                                  |                                                                 |
| Лучший монтаж                     | ★ Чун Квок-Кюн за фильм «Последняя победа»                                                                   | ★ Чун Квок-Кюн за фильм «Последняя победа»                                                       |                                                                 |
| Лучший монтаж                     | • Джон Чоу за фильм «Роман о книге и мече»                                                                   |                                                                                                  |                                                                 |
| Лучший монтаж                     | • Питер Чун за фильм «Проект А: Часть 2»                                                                     |                                                                                                  |                                                                 |
| Лучший монтаж                     | • Вонг Мин-Лам за фильм «Город в огне»                                                                       |                                                                                                  |                                                                 |
| Лучший монтаж                     | • Команда монтажеров Cinema City за фильм «Китайская история о призраках»                                    |                                                                                                  |                                                                 |
| Лучшая работа художника           | ★ Кеннет И за фильм «Китайская история о призраках»                                                          | ★ Кеннет И за фильм «Китайская история о призраках»                                              |                                                                 |
| Лучшая работа художника           | • Патрик Тхам за фильм «Последняя победа»                                                                    |                                                                                                  |                                                                 |
| Лучшая работа художника           | • Люк Чи-Фун за фильм «Город в огне»                                                                         |                                                                                                  |                                                                 |
| Лучшая работа художника           | • Пиу Юк-Мук, Джеймс Люн, Вонг Инь-Биу и Хэ Цюнь за фильм «Роман о книге и мече»                             |                                                                                                  |                                                                 |
| Лучшая работа художника           | • Эппл Кван за фильм «Без сожалений»                                                                         |                                                                                                  |                                                                 |
| Лучшая постановка экшена          | | ★ Ассоциация каскадеров Джеки Чана за фильм «Проект А: Часть 2»                                  | ★ Ассоциация каскадеров Джеки Чана за фильм «Проект А: Часть 2» |
| Лучшая постановка экшена          | • Ассоциация каскадеров Джеки Чана за фильм «Доспехи Бога»                                                   |                                                                                                  |                                                                 |
| Лучшая постановка экшена          | • Ассоциация Каскадеров Само Хунга за фильм «Восточные кондоры»                                              |                                                                                                  |                                                                 |
| Лучшая постановка экшена          | • Цуй Сиу-Мин за фильм «Мираж»                                                                               |                                                                                                  |                                                                 |
| Лучшая постановка экшена          | • Чэн Сяодун за фильм «Светлое будущее 2: Ураганный огонь»                                                   |                                                                                                  |                                                                 |
| Лучшая постановка экшена          | • Чэн Сяодун, Филлип Квок, Алан Цуй, Бобби У, Лау Чи-Хо за фильм «Китайская история о призраках»             |                                                                                                  |                                                                 |
| Лучшая музыка                     | ★ Джеймс Вонг, Дэвид У, Ромео Диаз за фильм «Китайская история о призраках»                                  | ★ Джеймс Вонг, Дэвид У, Ромео Диаз за фильм «Китайская история о призраках»                      |                                                                 |
| Лучшая музыка                     | • Тедди Робин за фильм «Город в огне»                                                                        |                                                                                                  |                                                                 |
| Лучшая музыка                     | • Лоуэлл Ло за фильм «Тюремное пекло»                                                                        |                                                                                                  |                                                                 |
| Лучшая музыка                     | • Лоуэлл Ло за фильм «Осенняя история»                                                                       |                                                                                                  |                                                                 |
| Лучшая музыка                     | • Тан Сиу-Лам, Дэнни Чан, Дэнни Чунг и Крис Бабида за фильм «Последняя победа»                               |                                                                                                  |                                                                 |
| Лучшая песня                      | ★ Композитор/Текст: Джеймс Вонг • Исполнитель: Салли Йе за фильм «Китайская история о призраках»             | ★ Композитор/Текст: Джеймс Вонг • Исполнитель: Салли Йе за фильм «Китайская история о призраках» |                                                                 |
| Лучшая песня                      | • Композитор: Дональд Эшли • Текст: Ричард Лам • Исполнитель: Сэм Хёй за фильм «Легенда о золотой жемчужине» |                                                                                                  |                                                                 |
| Лучшая песня                      | • Композитор: Лоуэлл Ло • Текст: Чунг Кун-Нам • Исполнитель: Мария Кордеро за фильм «Тюремное пекло»         |                                                                                                  |                                                                 |
| Лучшая песня                      | • Композитор/Текст: Тедди Робин • Исполнитель: Мария Кордеро за фильм «Город в огне»                         |                                                                                                  |                                                                 |
| Лучшая песня                      | • Композитор/Текст/Исполнитель: Джеймс Вонг за фильм «Китайская история о призраках»                         |                                                                                                  |                                                                 |
| Лучшая песня                      | • Композитор/Текст: Джеймс Вонг • Исполнитель: Лесли Чун за фильм «Китайская история о призраках»            |                                                                                                  |                                                                 |